# 芸能人女子フットサル
芸能人女子フットサル（げいのうじんじょしフットサル）は、2000年代前半に始まった日本の女性芸能人らで選手構成されているチームにより行われてるフットサルである。

## 概略
2003年に川淵三郎日本サッカー協会会長の発案により、サッカー日本女子代表（なでしこジャパン）の応援企画としてスタートした。のちに女子サッカーとフットサルの普及のための広報宣伝プロジェクトという要素も付け加わって、芸能人女子フットサルの一連の大会やイベントなどが、企画され実行されていった。
フットサル関連の数々のイベントが行われるほか、2004年からは公式戦も開催されている。当初、公式戦は不定期に開催されていたが、参加チームの増加とともに、2005年からの「すかいらーくグループ 冒険王リーグ」、2005年12月のスフィアリーグ（2007年よりメルシートゥフェスタ）など長期または年間を通した公式戦の開催が行われている。
これらの公式戦は「女子フットサル公式戦」と称しているが、主に芸能人チーム同士での対戦であり、一般の「女子フットサル公式戦」は別に存在する。また、2007年からは一般のチームと芸能人チームのガッタス・ブリリャンチスH.P.が対戦するすかいらーくグループリーグが開催されている。
それぞれのチームは芸能人女子フットサル公式戦に出場するだけではなく、一般の女子フットサル大会に出場したり、フットサル大会のゲストとしてエキジビジョンマッチに出場している。さらには子供対象のフットサル教室、フットサルチームを題材にしたミュージカル劇など、その活動は多岐に渡る。
2009年9月にフットサルガールズAngel Leagueが放送終了。後続番組は無く、PRの場を失った芸能人女子フットサルは存在意義を失いチームのブログはこの時期を境に殆ど更新が途絶え、公式発表なく自然解散・消滅したものと思われる。現在は南葛シューターズが女子フットサルに組み入れられる形で、OMIASHIがファンイベント限定で活動をしている。
2017年、上記の流れを汲まない形で、サッカーゲームキング主催のアイドルフットサルリーグ「バロンiドール杯」が開始された。
2018年9月、『魔法のダイエットpresents芸能人女子フットサルリーグ2018-19』として芸能人女子フットサルリーグが再開。リーグ休止中もメンバーを変え活動を続けていたOMIASHI、OMIASHI Chula（現FC SPEED）がリーグ参加する。その後も青山すこやか本舗の主導により2020年度には「魔法のダイエット ステラFリーグ」、2023年には「魔法のTANSAステラFリーグ」として継続している。
2023年11月、Supported by MIKEE 芸能人女子フットサル⁡2023チャレンジカップ⁡~XANADU×FC SPEED~開催。

### 芸能人女子フットサルとキャプテンズ・ミッション
キャプテンズ・ミッションとは、2002年に日本サッカー協会によって発表された、サッカーに携わるあらゆる人々が幸せになれる環境づくりという目標のために重点的に取り組んでいる施策のことである。キャプテンズ・ミッションの詳細についてはここでは省略するが、「女子サッカーの活性化」と「フットサルの普及促進」の両方がミッションの中に含まれている。日本サッカー協会にとっての芸能人女子フットサルは、キャプテンズ・ミッションの実現のためのひとつの手段という位置づけである。

## 主なチーム
「芸能人女子フットサルチーム」という括りに該当するチームは、現在活動中のもの、過去に活動していたもの、現在結成途上のものをも含めると20チームを軽く超えるほどのチーム数になるが、ここでは芸能人女子フットサル公式戦に出場エントリー経験のあるチームに限定して列挙することとする。
各チームの所属選手については「芸能人女子フットサル選手の一覧」を参照のこと。
チーム
- ホリダシモノ→XANADU loves NHC→XANADU(ザナドゥー / ホリプロ）
- 南葛YJシューターズ → 南葛シューターズ（ナンカツ シューターズ / メディア・モール）「ヤングジャンプ」誌出身のグラビアアイドルを中心に構成された所属事務所が違うタレントの混成チーム、監督は高橋陽一[2]。
- OMIASHI（オミアシ / J-OFFICE）
- OMIASHI Chula→FC SPEED（ エフシースピード/プラチナムプロダクション・所属事務所が違うタレントの混成チーム）
- 青山すこやか本舗チーム(アオヤマスコヤカホンポチーム/所属事務所が違うタレントの混成チーム)
- SBS日本代表(エスビーエスニホンダイヒョウ/SBS 골 때리는 그녀들 日本代表選抜チーム・所属事務所が違うタレントの混成チーム) 監督は元日本代表前園真聖[3]。

### 過去の芸能人女子フットサルチーム
- ガッタス・ブリリャンチスH.P.（ハロー!プロジェクト）芸能人女子フットサルの嚆矢となったチーム。スフィアリーグの立ち上げに参加し、2005－2006シーズンに参加。2006年夏にはリトルガッタス（同チームのユースチーム）とカントリー娘。のメンバーの混合チーム「ミックス・ゲイツ」も活動した。現在、チームはリトルガッタスの一部選手らと合流しすかいらーくグループリーグへ参加している。
- carezza（カレッツァ / サンズエンタテインメント）
- ミスマガジン（講談社・所属事務所が違うタレントの混成チーム）
- よしもとマラティニーコ（吉本興業東京）
- リアリー?マドリッド（フジテレビ女子アナウンサー選抜チーム）
- サンバガールズ（めざましテレビ所属）
- 表参道BEAUTY（オモテサンドウビューティー / オスカープロモーション）
- TEAM dream（チームドリーム / エイベックス・エンタテインメント→フィットワン）
- TEAM SPAZIO（チームスパツィオ / 所属事務所が違うタレントの混成チーム）
- TEAM WESTWIND（チームウエストウインド）
- 蹴竹G（シュウチクジー / 松竹芸能）FANTASISTA（ファンタジスタ / Y・M・O）YOTSUYA CLOVERS（ヨツヤクローバーズ / 太田プロダクション）ASAI RED ROSE（アサイレッドローズ / 浅井企画）
- Team Blue Mountain（チームブルーマウンテン / プロマージュ）
- CHOOP→chakuchaku J.b（チャクチャク ジェイ・ビー / プロシードがチーム運営主体・所属事務所が違うタレントの混成チーム）
- Team Good→Team sunny-side up→ZENT sweeties（ゼント スウィーティーズ / バーニングパブリッシャーズ・所属事務所が違うタレントの混成チーム）
- ヤンチャン学園蹴球部(ヤンチャンガクエン/秋田書店・所属事務所が違うタレントの混成チーム)
- 水天宮ラスターズ(スイテングウラスターズ/所属事務所が違うタレントの混成チーム)
- グラチアFC(グラチアエフシー/所属事務所が違うタレントの混成チーム)
- FC代田橋(エフシーダイダバシ/民族ハッピー組)

## 公式戦
2004年にGatas Brilhantes H.P.が、芸能人大会ではなく一般の女子フットサル公式戦に出場した出場したのが最初である。結果は次の通り。
「第4回東京都女子フットサル大会」
2004年3月27日 府中市総合体育館
出場：Gatas Brilhantes H.P.
（予選グループH）
Gatas Brilhantes H.P. 0-10 筑波大学附属高校サッカークラブ
Gatas Brilhantes H.P. 0-9 小金井SC
2013年現在では、Gatas Brilhantes H.P.及び南葛シューターズが、東京都サッカー協会のリーグに参加している。
以下に記載されている公式戦の大会は全て芸能人女子フットサル公式戦である。すかいらーくグループリーグにおけるGatas Brilhantes H.P.の対戦は、すかいらーくグループリーグを参照のこと。。

### 2004年
- 「お台場カップ」

2004年8月14日 - 15日 お台場 冒険ランド・特設サッカースタジアム
出場：Gatas Brilhantes H.P.、よしもとマラティニーコ、FANTASISTA、Carezza、リアリー?マドリッド、ammaliatore、ホリダシモノ、HbG

優勝：Gatas Brilhantes H.P.
- 「EXPOカップ」

2004年10月18日 愛知県体育館
出場：Gatas Brilhantes H.P.、Carezza、よしもとマラティニーコ

優勝：Gatas Brilhantes H.P.

### 2005年
- 愛・地球博パートナーシップ事業イベント「第1回フジテレビ739カップ」

2005年3月14日 駒沢体育館
出場：Carezza、Gatas Brilhantes H.P.、CHOOP、ホリダシモノ

優勝：Carezza
- 愛・地球博パートナーシップ事業イベント「第2回フジテレビ739カップ」

2005年5月23日 駒沢体育館
出場：Gatas Brilhantes H.P.、Carezza、CHOOP、FANTASISTA、ホリダシモノ、TEAM dream

優勝：Gatas Brilhantes H.P.
- 冒険王サテライトイベント「第1回すかいらーくグループCUP」

2005年7月26日 国立代々木競技場第一体育館
出場：Gatas Brilhantes H.P.、Carezza、CHOOP、YJシューターズ、FANTASISTA、リアリー?マドリッド、ミスマガジン、XANADU loves NHC、TEAM dream、よしもとマラティニーコ

優勝：Gatas Brilhantes H.P.
- お台場冒険王2005「すかいらーくグループ 冒険王リーグ」

2005年8月6日 - 30日 お台場・冒険ランド内 すかいらーくグループ・フットサルスタジアム
出場：CHOOP、Gatas Brilhantes H.P.、XANADU loves NHC、Carezza、FANTASISTA、ミスマガジン、ASAI RED ROSE、TEAM dream、蹴竹G、YOTSUYA CLOVERS

優勝：CHOOP
- 「第2回すかいらーくグループCUP〜炎のサバイバルトーナメント〜」

2005年10月20日 駒沢体育館
出場：Gatas Brilhantes H.P.、ミスマガジン、chakuchaku J.b、XANADU loves NHC、Carezza、TEAM dream、FANTASISTA、YJシューターズ、ASAI RED ROSE、YOTSUYA CLOVERS、蹴竹G

優勝：Gatas Brilhantes H.P.
- 「スフィアリーグ すかいらーくグループシリーズ オープニングマッチ」

2005年12月15日 駒沢体育館

優勝：Carezza

### 2006年
- 「スフィアリーグ すかいらーくグループシリーズ 2ndステージ」

2006年2月23日 駒沢体育館

優勝：Gatas Brilhantes H.P.
- 「スフィアリーグ すかいらーくグループシリーズ 3rdステージ」

2006年4月6日 愛知県体育館

優勝：TEAM dream
- 「スフィアリーグ すかいらーくグループシリーズ 4thステージ」

2006年5月11日 代々木第一体育館

優勝 TEAM dream
- 「スフィアリーグ 第1回グッドウィルカップ」

2006年7月6,7,13日 駒沢室内球技場・駒沢体育館

優勝：蹴竹G
- 「すかいらーくグループリーグ in お台場冒険王“真夏の女王”決定戦」

2006年7月17日 - 8月31日 お台場冒険王2006 冒険ランド内 すかいらーくグループスタジアム&カフェ

優勝 FANTASISTA
- 「スフィアリーグ すかいらーくグループシリーズ 5thステージ」

2006年10月17日 有明コロシアム

優勝：FANTASISTA
- 「スフィアリーグ すかいらーくグループシリーズ Finalステージ」

2006年11月30日 有明コロシアム

優勝：XANADU loves NHC

### 2007年
- 「スフィアリーグ2007 開幕戦 すかいらーくグループCUP」

2007年5月4日 有明コロシアム

優勝：XANADU loves NHC
- 「すかいらーくグループCUP in ザ・冒険王2007」

2007年7月16日 - 8月26日 ザ・冒険王2007 冒険ランド内 すかいらーくグループスタジアム&カフェ

優勝：XANADU loves NHC

### 2023年
- 「Supported by MIKEE 芸能人女子フットサル]2023チャレンジカップ⁡~XANADU×FC SPEED~」

2023年11月3日 BUDDY有明

優勝：XANADU

## 非公式戦
公式戦以外にもさまざまな対戦（一般チームとの対戦を含む）やイベントが行われているが、以下に記した大会はその一部である。

### 2003年
- 2003年11月15日「ハロー!プロジェクト スポーツフェスティバル in 大阪ドーム」

ハロプロ選抜チーム 0-7 スペランツァFC高槻
- 2003年11月22日「ハロー!プロジェクト スポーツフェスティバル in 東京ドーム」

ハロプロ選抜チーム 2-9 十条クラブ

### 2004年
- 2004年3月14日21日「Kappaフットサル大会」（日比谷シティフットサルガーデン）

LA Angel出場
- 2004年5月23日「KSCフットサルフェスタ」（KSCフットサルコート金町）

LA Angel出場
- 2004年9月23日「フルキャスト 楽天カップ」エキシビジョン

dream＋大竹奈美 紅白戦
- 2004年11月7日東京ベイ秋祭り

carezza出場
- 2004年11月14日「ハロー!プロジェクト スポーツフェスティバル in 豊田スタジアム」

Gatas Brilhantes H.P. 2-3 Carezza
ガッタスユース紅白戦
- 2004年11月21日「フットスクエア花園オープニングイベント」レディース大会

carezza出場
- 2004年11月23日「Gatas Brilhantes H.P.チャレンジカップ」（日産スタジアム）

第1試合 Gatas Brilhantes H.P. 2-1 横浜F・マリノス選抜チームA
第2試合 Gatas Brilhantes H.P. 4-1 横浜F・マリノス選抜チームB
- 2004年12月5日「ハロー!プロジェクト スポーツフェスティバル in さいたまスーパーアリーナ」

Gatas Brilhantes H.P. 3-0 リアリー?マドリッド
ガッタスユース紅白戦
- 2004年12月12日「ポルトガルグランデフェスタ EH PA!CUP」（代々木公園）

carezza、HbG、FANTASISTA、HORIDASHIMONO出場
優勝：carezza
- 2004年12月26日第6回「RADIO NIKKEI CUP 横浜ジョイナス」スペシャルイベント

FANTASISTA出場

### 2005年
- 2005年1月30日「RADIO NIKKEI CUP」（銀座deフットサル市川コルトン）

ammaliatore出場
- 2005年2月11日「RADIO NIKKEI CUP」（クーバーフットボールパーク武蔵浦和）

HbG出場
- 2005年3月26日「第11回妻沼カップ“2005”高校女子招待サッカーフェスティバル」エキシビジョンマッチ(妻沼町民運動公園）

carezza出場
- 2005年4月3日「東京セントラルパーク フットサル大会」（日比谷公園）

FANTASISTA出場
- 2005年5月14日「FG-Sal☆CUPレディース」(八千代フットサルガーデン）

carezza、FANTASISTA出場
- 2005年6月18日「第1回 ピヴォラジ!」（川越フットサルリゾート）

HbG、FANTASISTA出場
- 2005年6月25日「ニッポンハムカップフットサルトーナメント 決勝大会」エキシビジョンマッチ(舞洲アリーナ）

carezza出場
- 2005年6月25日「RADIO NIKKEI CUP」（MFP所沢）

CHOOP出場
- 2005年7月10日「RADIO NIKKEI CUP」（銀座deフットサル 市川コルトン）

carezza、FANTASISTA出場
- 2005年7月16日「TOPPERプレゼンツF☆Sカップin横浜」（フットスクエア横浜）

carezza、HbGエキシビジョンマッチ
- 2005年7月30日「オーサカキング『フットサルやるっちゅ〜ねん』」（大阪マグフットサルスタジアム）

Gatas Brilhantes H.P.、carezza、吉本興業、松竹芸能出場
優勝：Gatas Brilhantes H.P.
- 2005年7月30日「フットスクエア江東・森下 オープニング記念イベント レディース大会」

CHOOP、FANTASISTA、四谷クローバーズ出場
- 2005年8月6日「ローソンカップ－夢フットサル」エキシビジョンマッチ（徳島県鳴門総合運動公園陸上競技場）

TEAM dream 1-1 ヴォルティス/一般混成
Jリーグ前座試合 ハーフタイムにミニライブ
- 2005年8月13日東京リゾート＆専門学校主催「第一回 高校生フットサルフェスティバル」エキシビジョンマッチ（MFP調布）

carezza出場
- 2005年9月23日「フルキャスト 楽天カップ」エキシビジョン大会（千葉ポートアリーナ）

carezza、FANTASISTA、TEAM dream出場
優勝：carezza
- 2005年10月30日「新宿三越アルコットオープン記念 エキシビジョンマッチ」（銀座deフットサル 新宿アルコット）

FANTASISTA、TEAM dream出場、 優勝FANTASISTA
- 2005年11月3日「MFP千住 ぷりちぃスペシャル」

四谷クローバーズ出場
- 2005年11月12日-12月18日「FamilyMart Dream Cup」
  - 2005年11月12日予選エキシビジョン
  - 2005年11月13日予選エキシビジョン
  - 2005年11月23日予選エキシビジョン
  - 2005年11月26日予選エキシビジョン
  - 2005年11月27日予選エキシビジョン
  - 2005年12月18日決勝大会エキシビジョン

詳細はTEAM dream#活動史に記載
- 2005年11月23日「KAPPA-KSCフットサルフェスタ」（KSCフットサルコート金町）

chakuchaku J.b、FANTASISTA、四谷クローバーズ出場
- 2005年12月18日「アウトバックカップ スペシャルマッチ」（銀座deフットサル市川コルトン）

FANTASISTA、四谷クローバーズ出場

### 2006年
- 2006年1月19日「GyaOカップ」（駒沢屋内球技場）

Carezza 3-3 Gatas Brilhantes H.P.（3 PK 2）
- 2006年2月11日「FINTA協賛特別大会」（SALU相模原）

南葛YJシューターズ出場
- 2006年2月12日「第1回すかいらーくグループ チャレンジCUP」（船橋市 ららぽーとフットサルガーデン）

スフィアリーグ選抜チーム出場 準優勝
- 2006年3月11日「府中市フットサルリーグ15周年記念大会」（府中市体育館）

chakuchaku J.b、FANTASISTA出場
- 2006年3月11日「RADIO NIKKEI東急百貨店カップ 福袋レディース大会」(東急東横店 アディダスフットボールパーク渋谷)

carezza、ASAI RED ROSE出場、carezza優勝
- 2006年3月11日「テクノスカップ 第二回フットサル大会」（東京工学院専門学校）エキジビジョンマッチ

ミスマガジン出場
- 2006年3月19日 「Hello! Project SPORTS FESTIVAL 2006」（埼玉スーパーアリーナ）

Gatas Brilhantes H.P. 0-4 十条FC
リトルガッタス 0-2 FANTASISTA
- 2006年3月19日「RADIO NIKKEI FINTA CUP」（銀座deフットサル 多摩SS）

南葛YJシューターズ、chakuchaku J.b出場
- 2006年3月26日「クィーンズカップ」（MFP味の素スタジアム）

chakuchaku J.b出場
- 2006年4月16日「第2回すかいらーくグループ チャレンジCUP」（銀座deフットサル 大崎スタジアム）

スフィアリーグ選抜チーム、Team Good出場
- 2006年4月29日「プリティー ウーマンズカップ」（SALU相模原）

XANADU loves NHC出場、優勝
- 2006年4月29日「Enjoy Ladies FUTSAL」（八王子 FUNフットサルクラブ）

FANTASISTA出場
- 2006年5月5日,5月6日「FOOTBALL FESTA2006 女子フットサル・セゾンカップ」

carezza、ミスマガジン、南葛YJシューターズによる2回戦総当たり制によって優勝を競い、ミスマガジンが優勝
（詳細についてはセゾンカップの項目を参照のこと）
- 2006年5月27日「山城屋レディースカップ」（東京フォレストフットサルクラブ）

YOTSUYA CLOVERS、FANTASISTA出場
- 2006年6月8日「丸ビル内フットサルコート型イベントスペースFOOTBALL PARK COURT オープン記念エキシビジョンマッチ」

Gatas Brilhantes H.P. 7-1 サムライクルー（日本航空の現役CAチーム）
- 2006年6月10日「KIRIN SUPPORTERS' STATION CUP」（横浜赤レンガ倉庫特設会場）

TEAM dream 2－2 ミスマガジン（4 PK 3）
- 2006年6月18日「第3回すかいらーくグループ チャレンジCUP」（銀座deフットサル 大崎スタジアム）

スフィアリーグ選抜チーム出場 優勝
- 2006年6月25日「Kappa Cup with Pivo!」（東京体育館フットサルコート）

chakuchaku J.b出場 プレデターの選手とMIXエキジビジョンマッチ
- 2006年7月22日「山城屋レディースカップ」（東京フォレストフットサルクラブ）

YOTSUYA CLOVERS出場
- 2006年8月5日「フットサル関東リーグエキジビジョンマッチ」（駒沢体育館）

Carezza 1-2 FANTASISTA
- 2006年8月10日「第1回すかいらーくグループ スーパーチャレンジCUP」（お台場冒険王2006 冒険ランド内 すかいらーくグループ スタジアム&カフェ）

スフィアリーグ選抜チーム出場
- 2006年8月16日「第2回すかいらーくグループ スーパーチャレンジCUP」（お台場冒険王2006 冒険ランド内 すかいらーくグループ スタジアム&カフェ）

スフィアリーグ選抜チーム出場 優勝
- 2006年8月26日「フルキャスト楽天ベネワンカップ エキジビジョンマッチ」（横浜文化体育館）

FANTASISTA、chakuchaku J.b、carezza、南葛YJシューターズ出場
FANTASISTA優勝
- 2006年8月27日「第3回すかいらーくグループ スーパーチャレンジCUP」（お台場冒険王2006 冒険ランド内 すかいらーくグループ スタジアム&カフェ）

スフィアリーグ選抜チーム出場
- 2006年9月16日「JOY PLAZA 門司駅前店 オープン記念 ミスマガジンチームとエレキコミックチームのフットサル対決」（北九州市）
- 2006年9月30日「山城屋レディースカップ」（東京フォレストフットサルクラブ）

YOTSUYA CLOVERS、FANTASISTA出場
- 2006年10月8日「バスルスポーツイン小瀬2006 フットサル大会 エキシビションマッチ」（甲府市 小瀬スポーツ公園 補助競技場）

FANTASISTA、carezza、南葛YJシューターズ出場
- 2006年10月15日「Joma RADIO NIKKEI CUP」（所沢フットボールパーク）

YOTSUYA CLOVERS出場
- 2006年10月22日「フットサル伊豆リーグ 開幕記念エキシビションマッチ」（伊豆市 日本サイクルスポーツセンター多目的ホール）

南葛YJシューターズ出場
- 2006年10月22日「1st anniversaryスペシャルイベント『女フットサル祭!』」（銀座deフットサルBIGFUN平和島）

carezza出場
- 2006年11月5日「フットサルJALハワイカップ2006」（ハワイ・オアフ島 ワイピオ サッカーコンプレックス）

Gatas Brilhantes H.P.出場
- 2006年11月11日「ファンタジスタ静岡オープニング記念Dal Ponte杯スペシャルマッチ」（静岡市 ファンタジスタ静岡）

FANTASISTA出場
- 2006年11月12日「第4回すかいらーくグループ チャレンジCUP」（銀座deフットサル 大崎スタジアム）

スフィアリーグ選抜チーム出場 準優勝
- 2006年11月12日「TOPPER Presents東京ベイフットサルフェスタ」（東京ベイフットサルクラブ）

YOTSUYA CLOVERS出場
- 2006年11月17日「フットサル・ファッション・フェスタ『フットサルナビCUP エキシビジョンマッチ』」（東京ドーム）

FANTASISTA、chakuchaku J.b、carezza出場
- 2006年11月23日「FINTA CUP」（銀座deフットサル 大崎スタジアム）

南葛YJシューターズ出場
- 2006年11月25日「FPD The greenレディースカップ」（東京フォレストフットサルクラブ）

YOTSUYA CLOVERS、FANTASISTA出場
- 2006年12月23日「すかいらーくグループ チャレンジCUP2006年度チャンピオン大会」（銀座deフットサル 大崎スタジアム）

スフィアリーグ選抜チーム出場 準々決勝進出

### 2007年
- 2007年1月20日「芸能人女子フットサルサポーター感謝祭 1Dayトーナメント」（東京都大田区体育館）

出場チーム：TEAM dream / carezza / XANADU loves NHC / FANTASISTA / YOTSUYA CLOVERS / ASAI RED ROSE / 蹴竹G / chaku chaku J.b
結果：優勝 ASAI RED ROSE、準優勝 蹴竹G、準決勝進出 carezza、XANADU loves NHC
- 2007年2月24日「FPD The greenレディースカップ」（東京フォレストフットサルクラブ）

YOTSUYA CLOVERS、蹴竹G出場
- 2007年2月26日フジテレビ「恋するフットサル」公開収録 「恋サル プレシーズンマッチ」（駒沢体育館）

結果：chaku chaku J.b 3-0 Team Good
南葛シューターズ 2-1 ミスマガジン
XANADU loves NHC 3-0 FANTASISTA
carezza 4-1 TEAM dream
なお、Gatas Brilhantes H.P.、YOTSUYA CLOVERS、ASAI RED ROSE、 蹴竹Gの4チームはこの試合には参加をしていない。
- 2007年3月10日「RADIO NIKKEI東急百貨店カップ 福袋レディース大会」(東急東横店 アディダスフットボールパーク渋谷)

carezza、FANTASISTA出場
- 2007年3月10日「Kick off Festa 2007」（味の素スタジアム）

FANTASISTA出場
- 2007年4月15日「KEIOフットサルFESTA in 聖蹟桜ヶ丘」（フットサルクラブNAS聖蹟桜ヶ丘）

ミスマガジン出場
- 2007年4月21日「FPD The greenレディースカップ」（東京フォレストフットサルクラブ）

YOTSUYA CLOVERS、蹴竹G出場
- 2007年6月3日「MARIACIDA CUP 2007」（銀座deフットサル 大崎スタジアム）

出場チーム：YOTSUYA CLOVERS / 蹴竹G / ASAI RED ROSE / XANADU loves NHC / carezza / 南葛シューターズ /FANTASISTA /chaku chaku J.b / TEAM dream + 一般チーム12チーム
結果：優勝 carezza、準優勝 FANTASISTA （準決勝進出はいずれも一般チーム）

## TV
- KICK IN! GAROTAS フットサルTV（BSフジ 2005年11月6日-2006年9月30日）
- ボールに勝利への祈りを込めて…フットサルに情熱をかける!アイドルたち（フジテレビ系 2005年11月20日）
- 恋するフットサル（フジテレビ 2006年4月1日-2007年3月20日。なお2006年4月-9月は毎週土曜日、10月-翌年3月は毎週火曜日に放送）
- フットサルガールズAngel League（BS日テレ 2009年10月11日-2010年10月2日。本放送の翌週に同時刻で再放送。本放送の最終回は2010年9月25日。放送開始から2010年4月4日までの放送時間は毎週日曜17:00～17:30。2010年4月10日以降の放送時間は毎週土曜17:30～18:00）

## ラジオ
- フットサルラジオINVIO!(ラジオNIKKEI 2004年4月2日-)

パーソナリティ 
- 影山のぞみ(chakuchaku J.b) 2004年4月 - 2007年3月
- 小島くるみ（carezza）2005年4月 -
- 丸山葵（FANTASISTA）2007年4月 -

- 「ラブリー!ミラクル・フットサル」「ドラマの風」内企画ハロー!プロジェクトラジオドラマ・大阪編（毎日放送）（2005年12月25日）

主演:柴田あゆみ、吉澤ひとみ、斉藤瞳(Gatas Brilhantes H.P.)
- スフィアリーガー 朝練スタンバイ(JFN系列 2006年10月-2007年3月)

パーソナリティ 安田美香、田代さやか(XANADU loves NHC)

## DVD
- スフィアリーグ公式 フットサル基礎トレーニングDVD（2006年5月24日、hachama）

## 書籍・雑誌
- Kindai Lucha! 女子フットサル特集号（2006年11月5日、近代映画社）

## 舞台
フットサルフェスタ「ピヴォ☆ガール」 （会場：池袋サンシャイン劇場）
同じ脚本によるストーリーを5チームのそれぞれの出演者が演じるのが特徴。毎日2回公演、1月9日の2回目のみ5チームのオールキャストによる公演だった（この公演は「5チーム通し券」購入者のみ入場可）。
チャネリータ城ヶ崎役のみ、演劇界から“助っ人”としてキャストに加わった。

### ストーリー
ある芸能人女子フットサルチームの物語。決勝リーグを目前にしてキャプテンを不慮の事故で失い、チームは惨敗し崩壊。メンバーもバラバラとなり建て直しの効かない状態となる。その一年後、差出人の書かれていない手紙がメンバーたちの元に届き、手紙に言われるままに夕方5時にグラウンドに全員が再集結する。そんなメンバーたちの前に怪しげな占い師が現れる…。

### 劇中歌
- ピヴォ☆ガール
- まあるい魔法の杖
- ここに君がいる
- 一対一で負けない
- 差出人不明の手紙
- ワン・フォー・オール、オール・フォー・ワン

全曲、作詞：堤泰之、作曲：佐橋俊彦

### スタッフ
- 作・演出：堤泰之
- 音楽：佐橋俊彦
- プロデューサー：松田誠（ネルケプランニング）、前田三郎（キョードー東京）、中山晴喜（マーベラス音楽出版）、片岡義朗（マーベラスエンターテイメント）

### 公演日
- 2005年12月30日 - 2006年1月9日

12月30日、31日 XANADU loves NHC
1月2日、3日 Carezza
1月4日、5日 chakuchaku J.b
1月6日、7日 ミスマガジン
1月8日、9日 FANTASISTA

### キャスト
XANADU loves NHC
| - カヨ - 安田美香 - ジンコ - 中村真弓（現・中村まゆみ） - しおり - ゆりん | - キクマル - MANAMI - マコト - 福田真由美（現・麻由） - アンドレ - 平塚奈菜、前田友理香（現・十文字ゆりか）（W） | - 郷さん - 早房結香 - ルミルミ - くまきりあさ美 - チャネリータ城ヶ崎 - 藤田記子（劇団カムカムミニキーナ） |

carezza
| - カヨ - 小島くるみ - ジンコ - 太田彩乃 - しおり - 赤坂さなえ（現・さな） | - キクマル - ふるけいこ、小野崎リイナ（W） - マコト - 長谷川桃 - アンドレ - 滝ありさ、田中かおり（W） | - 郷さん - 大網亜矢乃 - ルミルミ - 伊藤あい - チャネリータ城ヶ崎 - 原扶貴子（KAKUTA） |

chakuchaku J.b
| - カヨ - 三宅梢子 - ジンコ - 郡司あやの - しおり - 山本早織 | - キクマル - 石原朋香 - マコト - 青木秀加 - アンドレ - 青山愛子 | - 郷さん - 庄子知美 - ルミルミ - あじゃ - チャネリータ城ヶ崎 - 倉本恵理 |

ミスマガジン
| - カヨ - 立花彩野 - ジンコ - 星野飛鳥 - しおり - 時東ぁみ | - キクマル - 中川愛海 - マコト - 溝口麻衣 - アンドレ - 夏目理緒 | - 郷さん - 西田美歩 - ルミルミ - 松嶋初音 - チャネリータ城ヶ崎 - 田村友佳（KAKUTA） |

FANTASISTA
| - カヨ - 奥谷侑加 - ジンコ - 山田真央 - しおり - 藤江莉莎 | - キクマル - 丸山葵、山口未来（W） - マコト - 青谷優衣 - アンドレ - 前野るみえ、萩原紀子（W） | - 郷さん - 鈴木彩 - ルミルミ - 戸井田アンナ（現・今野杏南） - チャネリータ城ヶ崎 - 高山奈央子（KAKUTA） |

（※ - （W）はダブルキャスト）